# Skalka (národní přírodní rezervace)
Skalka je národní přírodní rezervace v oblasti NAPANT.
Nachází se v katastrálním území obcí Dolná Lehota a Jasenie v okrese Brezno v Banskobystrickém kraji. Území bylo vyhlášeno či novelizováno v letech 1997, 1999 na rozloze 2 659,8100 ha. Ochranné pásmo nebylo stanoveno.